# Wilhelm Streitberg
Wilhelm Streitberg (ur. 23 lutego 1864 w Rüdesheim am Rhein, zm. 19 sierpnia 1925 w Lipsku) – niemiecki językoznawca, indoeuropeista, jeden z założycieli szkoły młodogramatyków, założyciel indogermanistyki, wydawca Gockiej Biblii.
Studiował na Uniwersytecie w Lipsku pod kierunkiem Karla Brugmanna i Ernsta Windischa. Wraz z Karlem Brugmannem w 1892 r. założył czasopismo „Indogermanische Forschungen”. W 1909 r. został mianowany członkiem Bawarskiej Akademii Nauk.
W latach 1908–1910 wydał Gocką Biblię. W wydaniu tym tekst gocki opatrzony został równoległym tekstem greckim.

## Publikacje
- Zur germanischen Sprachgeschichte, Strassburg 1892.
- Die Entstehung der Dehnstufe, Strassburg 1894.
- Urgermanische Grammatik. Einführung in das Vergleichende Studium der Altgermanischen Dialekte, Heidelberg 1896.
- Gotisches Elementarbuch, Heidelberg 1897[3] (2. wyd. 1906, 3. i 4. wyd. 1910, 5. i 6. wyd. 1920).
- Die Gotische Bibel, Heidelberg 1908-1020.